# Списък на обектите на световното наследство на ЮНЕСКО в Арабския свят
Това е списък на обектите (със статии) от световното културно и природно наследство на ЮНЕСКО в Арабския свят.

## Алжир
- Касба (Старият град) на гр. Алжир
- Тасили

## Египет
- Абу Мена
- Абу Симбел
- Кайро
- Карнак
- Мемфис
- Некропол в Гиза
- Синайски манастир
- Тива
- Хеопсова пирамида

## Ирак
- Ашур
- Самара (Ирак)

## Йемен
- Старият град на Сана
- О-ви Сокотра

## Йордания
- Петра

## Либия
- Гадамес
- Кирена
- Лептис Магна

## Ливан
- Баалбек
- Библос
- Тир

## Мароко
- Старият град на Маракеш
- Старият град на Мекнес
- Старият град на Тетуан
- Старият град на Фес

## Сирия
- Старият град на Дамаск
- Крак де Шевалие
- Старият град на Халеб
- Тадмор

## Судан
- Джебел Баркал

## Тунис
- Дуга
- Кайруан
- Картаген
- Картагенски тофет
- Керкуан
- Старият град на Тунис